# Stefan Krempl

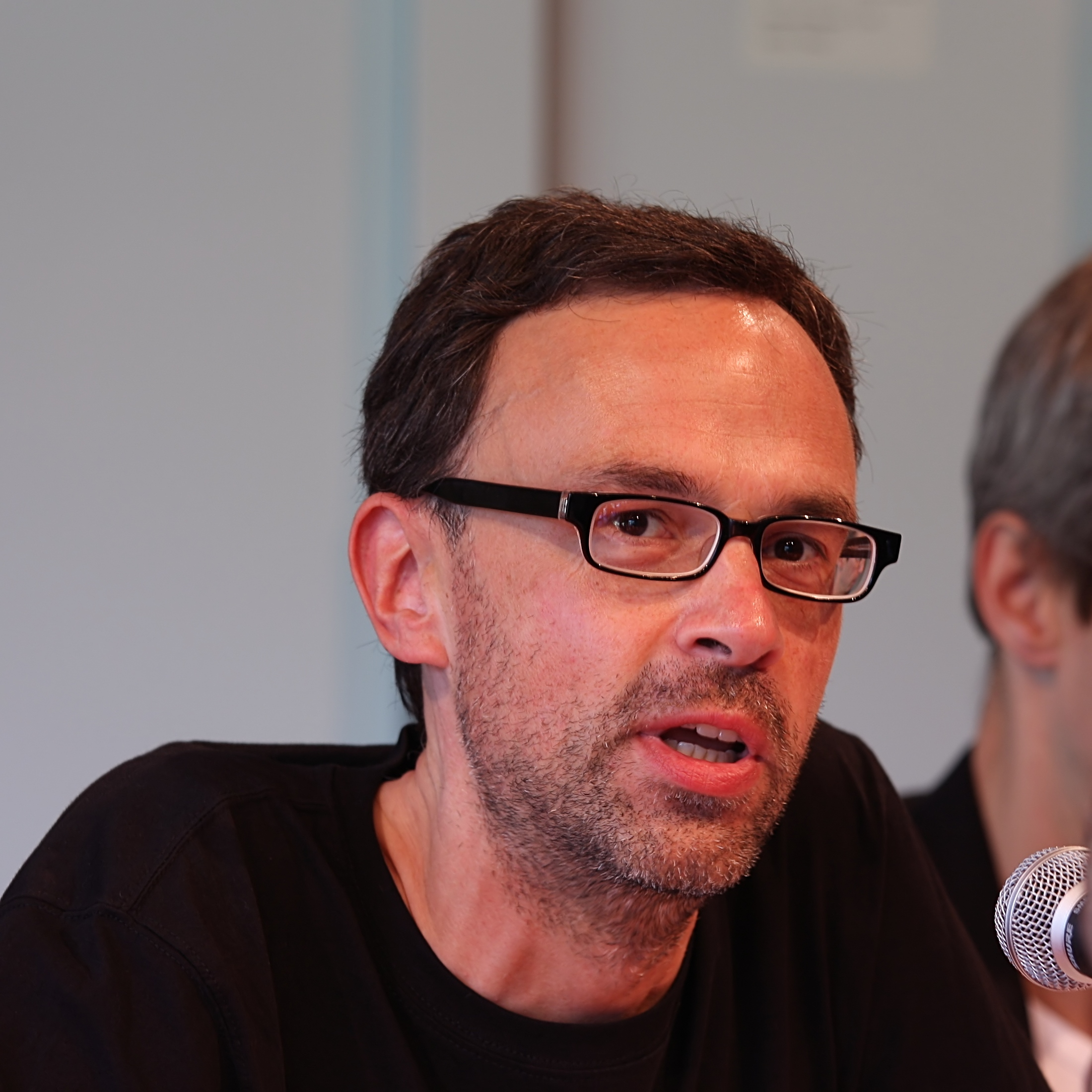
Stefan Krempl auf der SIGINT 2009, Köln

Stefan Krempl (* 8. August 1969) ist Kulturwissenschaftler, Sachbuchautor und arbeitet als freier Journalist u. a. für die c’t, Telepolis, den Spiegel und die Financial Times Deutschland.

## Leben
Krempl studierte von 1989 bis 1995 Kunstgeschichte, Germanistik und Philosophie in Würzburg sowie Gesellschafts- und Wirtschaftskommunikation an der Hochschule der Künste Berlin. 2004 promovierte er an der kulturwissenschaftlichen Fakultät der Europa-Universität Viadrina in Frankfurt (Oder) zum Thema Der Kosovo-Krieg in den Medien unter besonderer Berücksichtigung des Internet. Ein Beitrag zur kritischen Medienanalyse.
Zusammen mit Daniel Delhaes betrieb er das Weblog Der Spindoktor.

## Schriften
- Das Phänomen Berlusconi. Peter Lang, Frankfurt am Main, 1996, ISBN 3-631-30002-6. (Diplomarbeit)
- GovNet-Debatte in den USA – Wegweiser für ein sichereres Internet? Alcatel-SEL-Stiftung, Band 53, 2002 (25 Seiten)
- Krieg und Internet – Ausweg aus der Propaganda? Heise Medien, Hannover 2003, ISBN 3-936931-09-7.
- TELEPOLIS: Krieg und Internet. Heise Medien, Hannover 2003, ISBN 3-936931-09-7.
- Medien, Internet, Krieg: Das Beispiel Kosovo. Nomos Verlag, Baden-Baden/Edition Reinhard Fischer, München 2004, ISBN 3-88927-359-9.
- mit Andreas Neef und Klaus Burmeister: Vom Personal Computer zum Personal Fabricator. Murmann, Hamburg 2005, ISBN 3-938017-39-2.
- mit Olga Drossou und Andreas Poltermann: Die wunderbare Wissensvermehrung. Wie Open Innovation unsere Welt revolutioniert. Heise Medien, Hannover 2006, ISBN 3-936931-38-0.

## Auszeichnungen
- Helmut-Sontag-Preis 2007 (Publizistenpreis des Deutschen Bibliotheksverband)[3]